# Municipio de Fahlun
El municipio de Fahlun (en inglés: Fahlun Township) es un municipio ubicado en el condado de Kandiyohi en el estado estadounidense de Minnesota. En el año 2010 tenía una población de 335 habitantes y una densidad poblacional de 3,59 personas por km².

## Geografía
El municipio de Fahlun se encuentra ubicado en las coordenadas 45°1′47″N 94°56′9″O / 45.02972, -94.93583. Según la Oficina del Censo de los Estados Unidos, el municipio tiene una superficie total de 93.38 km², de la cual 76,36 km² corresponden a tierra firme y (18,23 %) 17,02 km² es agua.

## Demografía
Según el censo de 2010, había 335 personas residiendo en el municipio de Fahlun. La densidad de población era de 3,59 hab./km². De los 335 habitantes, el municipio de Fahlun estaba compuesto por el 99,7 % blancos y el 0,3 % eran de una mezcla de razas. Del total de la población el 0 % eran hispanos o latinos de cualquier raza.